# Ambulance LTD
Ambulance LTD (selten Ambulance Ltd.) ist eine US-amerikanische Indie-Rockband, die im Jahr 2000 im New Yorker Stadtviertel Spanish Harlem gegründet wurde.
Gründer waren Michael Di Liberto und David Longstreth.
Das neue Bandmitglied Marcus Congleton „stahl“ die Band von diesen beiden Gründern, nachdem beide die Band verlassen hatten und mit ihrem Namen sowie Ideen zusammen mit dem Schlagzeuger Darren Beckett weitermachten.
Sie unterschrieben einen Vertrag bei TVT Records, nachdem sie positive Kritiken in ihren Liveshows bekommen hatten. Sie nahmen die selbstbetitelte EP Ambulance LTD im Jahr 2003 auf.
Die Musikrichtung ist eine Mischung aus Dream Pop, Indie-Rock und der britischen Shoegazing-Bewegung der späten 1980er und frühen 1990er Jahre.
Ihre Einflüsse sind vielfältig. Sie gehen von den Beatles über die Rolling Stones, Spiritualized, My Bloody Valentine bis zu Elliott Smith.
Ihr Stil ist eine Mischung aus verschiedenen Stilen. Die Band sagte einmal:
„their niche is not sticking to any particular niche“ – ihre (musikalische) Nische ist nicht in einer speziellen musikalischen Ecke (der Genres) zu finden und sie wollen nicht in einem Subgenre des Rock festsitzen bzw. sich festsetzen lassen.
2004 veröffentlichten sie das Album mit dem einfachen Titel LP, welches in den USA im Raum New York viele positive Kritiken einbrachte.
Ein neues Album mit dem Titel New English EP wurde im März 2006 veröffentlicht.
Benji Lysaght, Matt Dublin und Darren Beckett verließen die Band nach diesem Album und gründeten eine neue Band mit dem Namen The Red Romance.

## Mitglieder
Frühere Besetzung:
- Michael Di Liberto – Gesang, Gitarre, Bass (heute in der Band „Boatzz“)
- Dave Longstreth –  Gesang, Gitarre (heute in der Band „The Signals“)
- Benji Lysaght – Gitarre
- Matt Dublin – Bass, Background
- Darren Beckett – Schlagzeug

Jetzige Besetzung
Marcus Congleton – Gesang, Gitarre, Songwriting

## Diskografie
- 2003: Ambulance LTD
- 2004: LP
- 2006: New English EP